# Haapalahden ranta
Haapalahden ranta este o arie protejată (arie specială de conservare — SAC, sit de importanță comunitară — SCI) din Finlanda întinsă pe o suprafață de 3,4 ha, integral pe uscat.

## Localizare
Centrul sitului Haapalahden ranta este situat la coordonatele 62°05′36″N 28°05′04″E / 62.0933°N 28.0844°E.

## Înființare
Situl Haapalahden ranta a fost declarat sit de importanță comunitară în iunie 2005 pentru a proteja 1 specie de plante. Situl a fost protejat și ca arie specială de conservare în aprilie 2015.

## Biodiversitate
Situată în ecoregiunea boreală, aria protejată nu include niciun habitat protejat.
La baza desemnării sitului se află o specie protejată de  plante: Persicaria foliosa.